# Krzysztof Grodzicki (cichociemny)

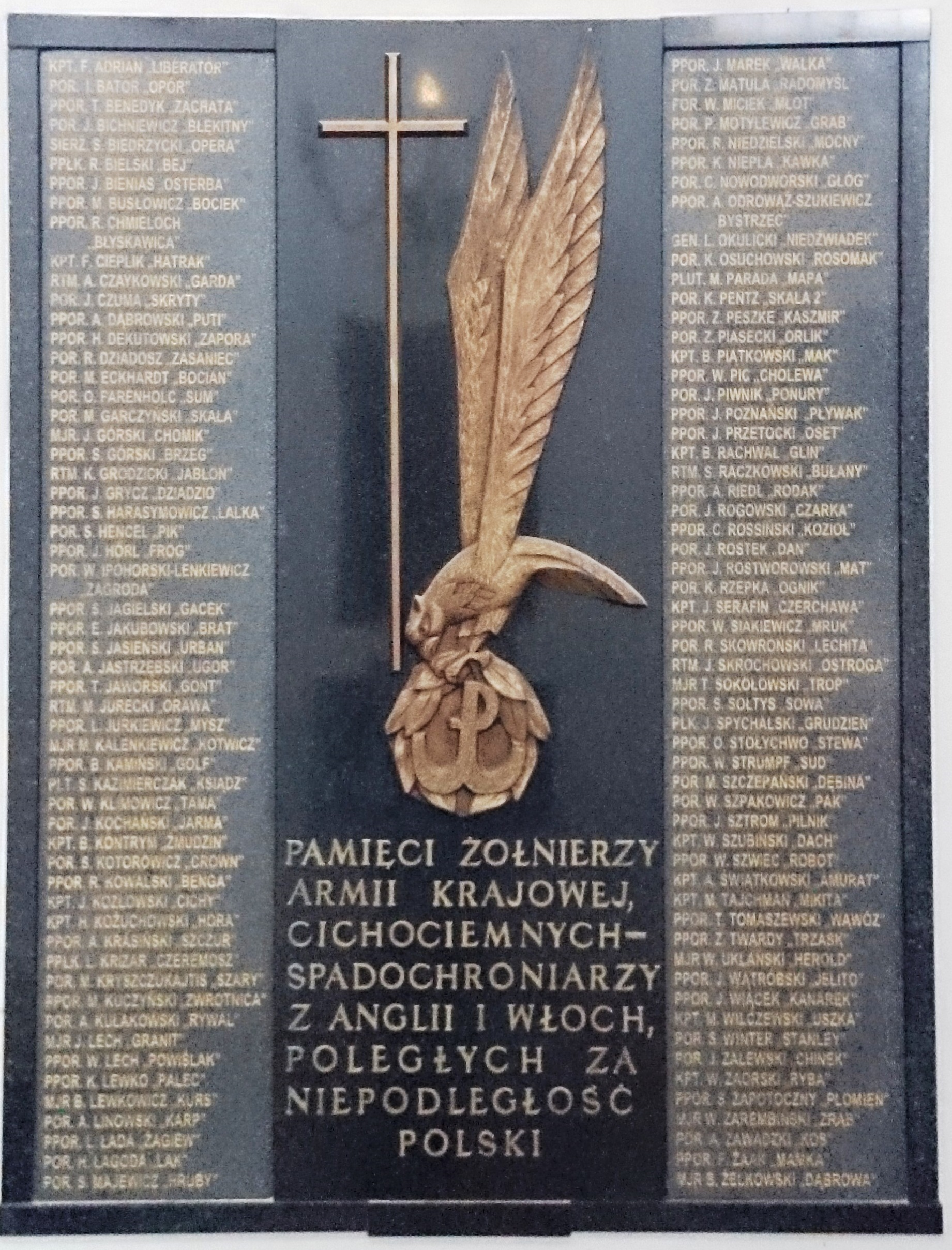
Tablica w kościele św. Jacka w Warszawie, upamiętniająca poległych cichociemnych, w tym Krzysztofa Grodzickiego

Krzysztof Marian Aleksander Grodzicki, pseud.: Jabłoń 2, Lipa 2 (ur. 10 czerwca 1915 w Myślenicach, zm. 12 grudnia 1989 w Olivos (przedmieścia Buenos Aires)) – major kawalerii Wojska Polskiego II Rzeczypospolitej, Armii Andersa, Polskich Sił Zbrojnych i Armii Krajowej, cichociemny.

## Życiorys
Po ukończeniu II Państwowego Gimnazjum im. Marszałka Józefa Piłsudskiego w Stanisławowie, uzyskaniu matury w 1935 roku i odbyciu służby wojskowej w Szkole Podchorążych Rezerwy Kawalerii w Grudziądzu rozpoczął w 1937 roku studia na Politechnice Lwowskiej.
We wrześniu 1939 roku służył w Ośrodku Zapasowym Podolskiej Brygady Kawalerii, od 15 września w 3 szwadronie pułku marszowego tej brygady. 22 września przekroczył granicę polsko-węgierską i został internowany na Węgrzech. We Francji został przydzielony do Oddziału I Sztabu Naczelnego Wodza i w czerwcu 1940 roku wrócił jako emisariusz do Polski. Został aresztowany przez NKWD i skazany w Moskwie na karę śmierci. Przebywał w więzieniach w ZSRR. Po podpisaniu układu Sikorski-Majski wstąpił do Armii Andersa, został przydzielony do 12 pułku Ułanów Podolskich 3 Dywizji Strzelców Karpackich, z którym walczył na Bliskim Wschodzie.

## Cichociemny
Zgłosił się do służby w kraju. Po przeszkoleniu ze specjalnością w dywersji został zaprzysiężony we Włoszech 14 lutego 1944 roku w Oddziale VI Sztabu Naczelnego Wodza. Zrzucony do okupowanej Polski w nocy z 21 na 22 maja 1944 roku w operacji lotniczej o kryptonimie Weller 29, dowodzonej przez mjr naw. Eugeniusza Arciuszkiewicza, z samolotu Halifax JP-222 „E” (1586 eskadra PAF) na placówkę odbiorczą „Kos” położona w okolicy wsi Wierzbno. 
Razem z nim skoczyli: gen. bryg. Leopold Okulicki ps. Niedźwiadek, por. Marian Golarz ps. Góral 2, kpt. Tomasz Wierzejski ps. Zgoda 2, ppor. Władysław Marecki ps. Żabik 2, ppor. Zbigniew Waruszyński, ps. Dewajtis 2.
Po skoku aklimatyzacja w Warszawie, następnie przydzielony do Okręgu Kraków AK. Służył w Obwodzie Myślenice jako oficer wyszkolenia oddziałów partyzanckich.

## Po wojnie
Po zakończeniu wojny wyemigrował do Argentyny, gdzie był m.in. właścicielem pralni chemicznej.

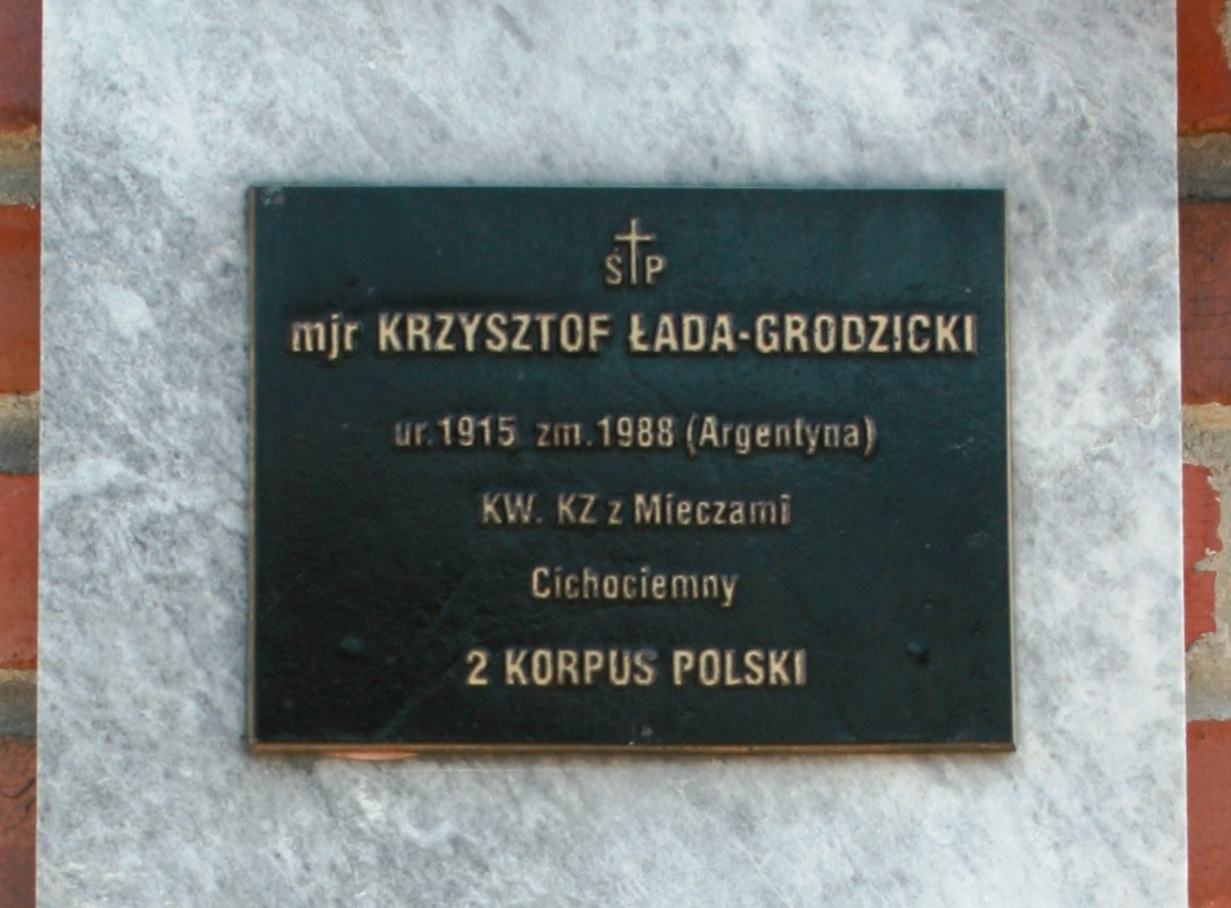
Tablica poświęcona Krzysztofowi Grodzickiemu (pochodził z rodziny szlacheckiej pieczętującej się herbem Łada) na Cmentarzu Wojskowym na Powązkach w Warszawie

## Odznaczenia
- Krzyż Walecznych – czterokrotnie.

## Życie rodzinne
Był synem Władysława Zenona Ksawerego (1865–1922), urzędnika i właściciela majątku ziemskiego w okolicy Stanisławowa, i Heleny z domu Czermińskiej (1871–1947). Miał pięcioro starszego rodzeństwa: Ludwika Feliksa Władysława (1891–1979), Ambrożynę zamężną Romanowską (1897–1985), Feliksa Mikołaja Ezechiasza (1899–1944), Stanisławę i Helenę (1908). Ożenił się z Heleną, z którą miał syna Marcina. 

## Upamiętnienie
- W lewej nawie kościoła św. Jacka przy ul. Freta w Warszawie odsłonięto w 1980 roku tablicę Pamięci żołnierzy Armii Krajowej, cichociemnych – spadochroniarzy z Anglii i Włoch, poległych za niepodległość Polski. Wśród wymienionych 110 poległych cichociemnych jest Krzysztof Grodzicki.
- 10 października 1993 roku w Wierzbnie poświęcono pomnik upamiętniający skok Grodzickiego i pozostałych cichociemnych tej ekipy (Mariana Golarza, Władysława Mareckiego, Leopolda Okulickiego, Zbigniewa Waruszyńskiego i Tomasza Wierzejskiego).